# Висока инжењерска школа у Пурпану
Висока инжењерска школа у Пурпану (фр. École d'ingénieurs de Purpan) француска је приватна инжењерска школа. Основана је 1919. године и врши обуку инжењера у секторима пољопривреде, билологије, маркетинга и менаџмента.

## Историја
Школу је званично отворена 1919. године од стране пољопривредника и Исусовних просветних радника да би 8. марта 2011. била припојена Националном политехничком институт Тулуза. Члан је федерације високих инжењерских школа као и католичког института Тулуза.

## Студије
Студије у инжењерској школи су могуће након успешно завршене средње школе (фр. Lycée). Обука траје пет година, затим следи двогодишњи инжењерски циклус након којег је додељена инжењерска диплома. Студент мора реализовати 4. стручне праксе од 18 месеци у Француској или иностранству како би студент потрврдио диплому.

## Истраживачка екипа
- Системи пољопривредне производње[5]
- Агрофизиологија агро-молекули
- Храна и исхрана
- Биодиверзитет, даљинска детекција и територије
- Пословни менаџмент и секторска економија
- Различити наставни планови и програми воде до следећих француских и европских диплома

## Познати инжењери
- Јаник Жозион, професионални рагбиста и некадашњи репрезентативац Француске;
- Луи Масабо
- Жан Азема
- Пиер Тапи